# Redmi A1
Redmi A1 та Redmi A1+ — смартфони початкового рівня суббренду Redmi китайського виробника Xiaomi. Головною різницею між моделями є присутність сканера відбитків пальців у Redmi A1+. Redmi A1 був представлений 6 вересня 2022 року разом з Redmi 11 Prime та Redmi 11 Prime 5G, а Redmi A1+ ― 23 вересня того ж року.
Redmi A1 є першим смартфоном Redmi з часів представленого у 2019 році Redmi Go, що працює на базі Android Go.
В Індії Redmi A1+ був представлений як POCO C50 з двома варіантами кольорів.
Вже 24 березня 2023 року були представлені Redmi A2 та Redmi A2+, які відрізняються більш потужним процесором у порівнянні з Redmi A1 та Redmi A1+.
В Індії Redmi A2+ був представлений як POCO C51 з двома варіантами кольорів та більшою кількістю пам'яті.

## Дизайн

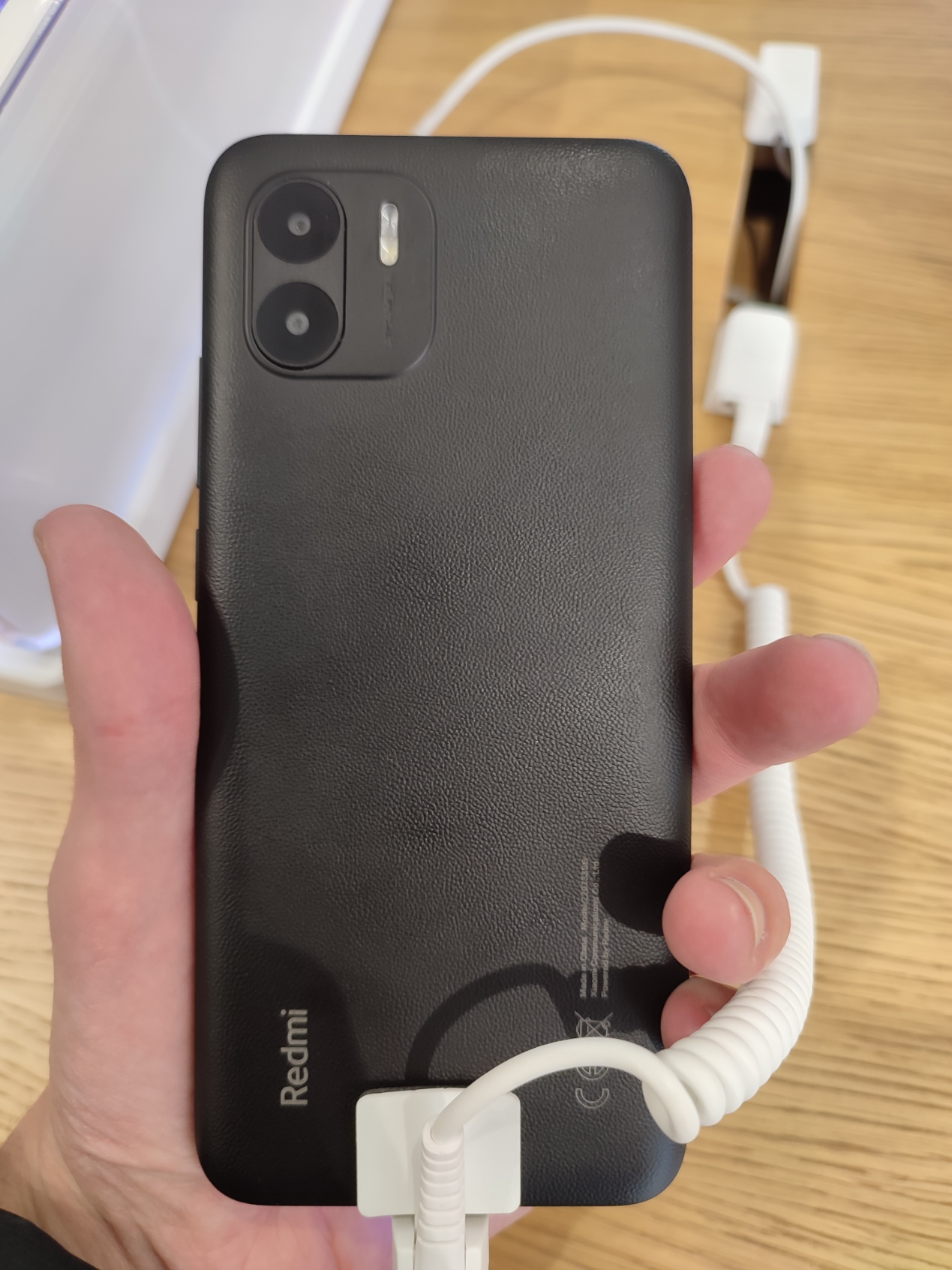
Задня частина Redmi A1 в чорному кольорі

Передня панель виконана зі скла, а корпус — з пластику, що має шкіряну фактуру.
Дизайн блоку камери схожий на Xiaomi Mi 11.
Знизу розміщені роз'єми microUSB і 3,5 мм аудіо та мікрофон, зверху — динамік, зліва — лоток зі слотами під 2 SIM-картки і карту пам'яті формату microSD до 1 ТБ, а справа — гойдалка регулювання гучності та кнопка блокування.
Redmi A1, A1+ A2 та A2+ продавалися в 3 кольорах: чорному, блакитному та світло-зеленому.
POCO C50 та C51 продавалися в кольорах Royal Blue та Country Green (зелений).

## Технічні характеристики

### Апаратне забезпечення
Redmi A1, A1+ та POCO C50 отримали таку саму систему на кристалі як і Redmi 6A 2018 року випуску, а саме MediaTek Helio A22 з графічним процесором PowerVR GE8300, натомість Redmi A2, A2+ та POCO C51 отримали MediaTek Helio G36 з PowerVR GE8320. Redmi A1, A1+ та POCO C50 були доступні в конфігураціях 2/32 ГБ та 3/32 ГБ, Redmi A2 — 2/32 ГБ, 3/32 ГБ, 2/64 ГБ, 3/64 ГБ та 4/64 ГБ, Redmi A2+ — 2/32 ГБ, 3/32 ГБ, 3/64 ГБ, 4/64 ГБ та 4/128 ГБ, а POCO C51 — 4/64 ГБ та 6/128 ГБ.
Акумуляторна батарея має об'єм 5000 мА·год.
Екран IPS LCD, 6.52", HD+ (1600 × 720) зі співвідношенням сторін 20:9, щільністю пікселів 269 ppi та краплеподібним вирізом під фронтальну камеру.
Смартфони отримали основну подвійну камеру, що складається із ширококутного об'єктива з роздільною здатністю 8 Мп і автофокусом та допоміжного об'єктива з роздільною здатністю QVGA. Фронтальна камера отримала роздільність 5 Мп і діафрагму f/2.2. Основна і фронтальна камери вміють записувати відео в роздільній здатності 1080p@30fps.

### Програмне забезпечення
Redmi A1, A1+ та POCO C50 були випущені на трохи модифікованому Android 12 (Go Edition), що призначений для пристроїв початкового рівня, натомість Redmi A2, A2+ та POCO C51 — на трохи модифікованому Android 13 (Go Edition).